# Bosberg
Il Bosberg era generalmente l'ultima salita del Giro delle Fiandre, quando il traguardo era ancora posto a Ninove.
È stato scalato per la prima volta nel 1975. Nel 2009 è stato affrontato per la 33ª volta. 
La salita, lunga poco meno di un chilometro, inizia in modo molto graduale, per poi inasprirsi fin oltre il 10% in prossimità del bosco; punto in cui il fondo stradale da asfaltato diventa ciottoloso. Il dislivello da affrontare è di circa 70 metri per una pendenza media del 5,8%.